# Геделле
Ге́делле (угор. Gödöllő, вимовляється Ґьодьолльо) — місто в Угорщині, у медьє Пешт. Населення — 32 495 осіб (2007). У місті розташований Королівський палац, одна з головних визначних пам'яток в околицях Будапешта.

## Географія і транспорт
Місто розташоване за 30 кілометрів на північний схід від Будапешта, пов'язане зі столицею лінією приміського сполучення HÉV (Örs vezér tere — Gödöllő). Час в дорозі до станції Örs vezér tere на сході Будапешта, де можна зробити пересадку на міське метро, займає близько 50 хвилин. Крім того, між Будапештом і Геделле існує автобусне сполучення.
Також можна дістатися до Геделле з Будапешта і поїздом зі Східного вокзалу, час у дорозі до Ґеделле становить близько 30 хвилин.

## Історія

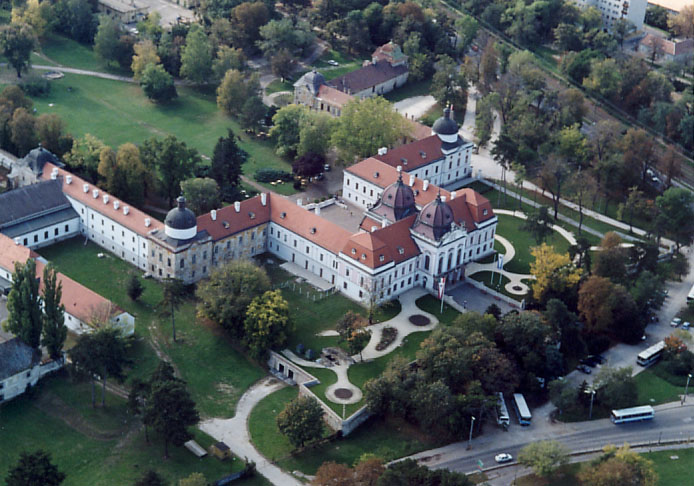
Королівський палац

У XVIII столітті місто належало графу Анталу Грашшалковічу, раднику імператриці Марії Терезії.
У 30-х роках XVIII століття Грашшалковіч задумав грандіозний проєкт — побудувати в Геделле чудовий палац. Будучи ревним католиком, граф збирався оточити свій палац будинками спеціально запрошених колоністів, які сповідують католицизм, створивши, таким чином, побудоване з нуля католицьке місто.
Будівництво палацу почалося 1733 року за проєктом архітектора А. Майерхоффера, будівництво та оздоблення внутрішніх інтер'єрів тривало понад 25 років, аж до 1760. Палац став одним із шедеврів угорського бароко і зразком для архітектурного наслідування. Навколо палацу був розбитий величезний парк. Паралельно зводилися і будинки колоністів, які заселяли переселенці, в основному, з католицьких земель Німеччини.
Після завершення будівництва імператриця Марія Терезія відвідала Геделле, їй було влаштовано розкішний прийом. 1763 року Геделле отримав право на проведення ярмарків.

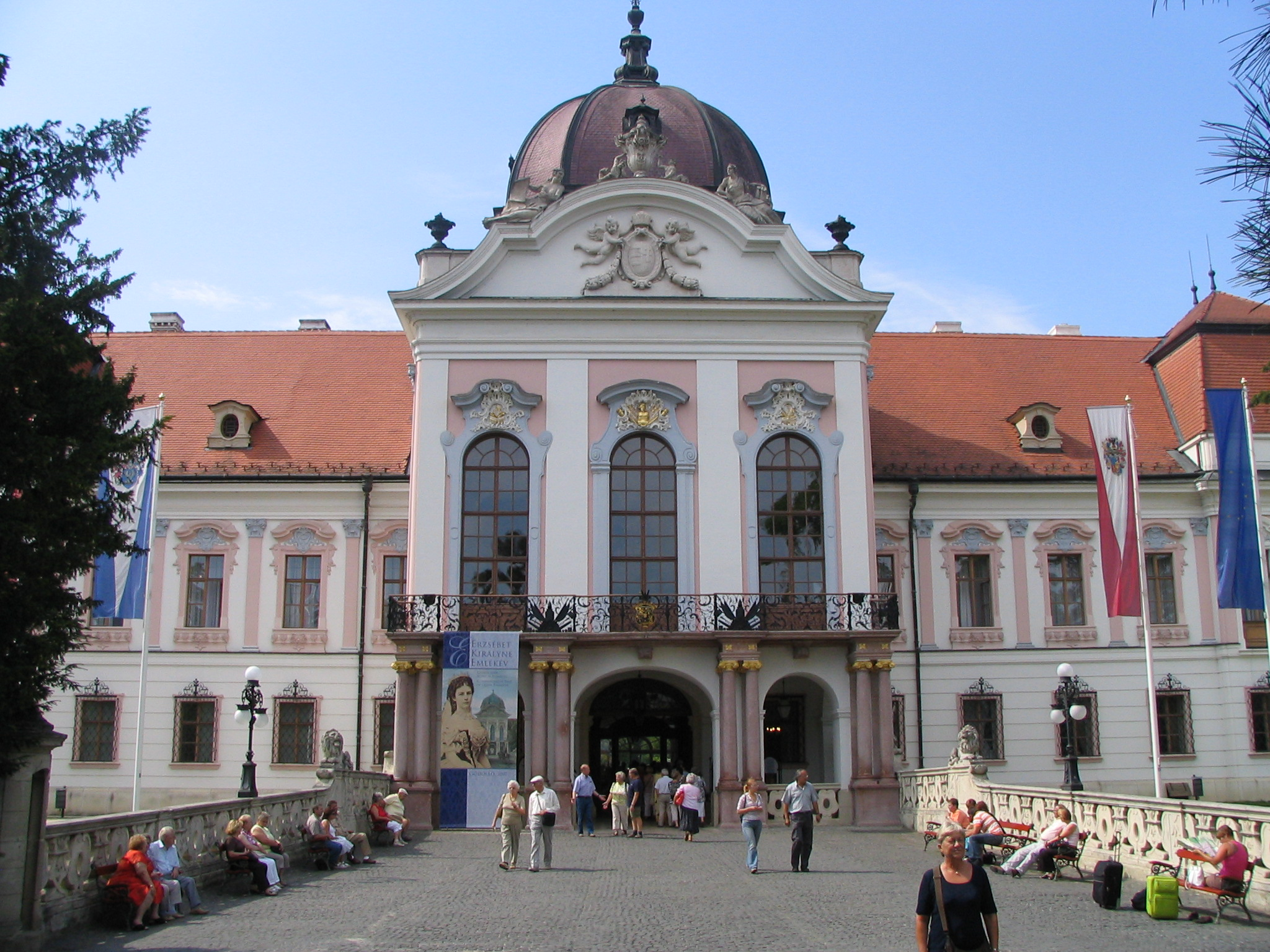
Головний фасад палацу

1841 року лінія князів Грашшалковічів обірвалася, 1867 року палац перейшов імператору Францу-Йосипу і його дружині Єлизаветі «як подарунок на коронацію від угорського народу». Подружжя перетворило Геделле в свою літню резиденцію і перейменувала його в Королівський палац.
У 1920—1944 палац належав Міклошу Горті, регенту Угорщини. Під час Другої світової війни палац був напівзруйнований і надалі перебував у запустінні й повільно руйнувався, одна з його частин використовувалася під будинок людей похилого віку, інша частина — під склади.
Саме місто навколо палацу було повністю перебудоване і забудоване, в основному, безликими типовими будинками епохи соціалізму.
1994 року почалося поступове відновлення палацового комплексу. До 2007 повністю відреставровані центральний корпус і його внутрішні інтер'єри, тривають роботи у бічних флігелях і павільйонах парку.

## Клімат
| Клімат Геделле          | Клімат Геделле | Клімат Геделле | Клімат Геделле | Клімат Геделле | Клімат Геделле | Клімат Геделле | Клімат Геделле | Клімат Геделле | Клімат Геделле | Клімат Геделле | Клімат Геделле | Клімат Геделле | Клімат Геделле |
| Показник                | Січ.           | Лют.           | Бер.           | Квіт.          | Трав.          | Черв.          | Лип.           | Серп.          | Вер.           | Жовт.          | Лист.          | Груд.          | Рік            |
| Абсолютний максимум, °C | 18,1           | 19,7           | 25,4           | 30,2           | 34,0           | 39,5           | 40,7           | 39,4           | 35,2           | 30,8           | 22,6           | 19,3           | 40,7           |
| Середній максимум, °C   | 1,2            | 4,5            | 10,2           | 16,3           | 21,4           | 24,4           | 26,5           | 26             | 22,1           | 16,1           | 8,1            | 3,1            | 15,0           |
| Середня температура, °C | −1,6           | 1,1            | 5,6            | 11,1           | 15,9           | 19,0           | 20,8           | 20,2           | 16,4           | 11,0           | 4,8            | 0,4            | 10,4           |
| Середній мінімум, °C    | −4             | −1,7           | 1,7            | 6,3            | 10,8           | 13,9           | 15,4           | 14,9           | 11,5           | 6,7            | 2,1            | −1,8           | 6,3            |
| Абсолютний мінімум, °C  | −25,6          | −23,4          | −15,1          | −4,6           | −1,6           | 3,0            | 5,9            | 5,0            | −3,1           | −9,5           | −16,4          | −20,8          | −25,6          |
| Норма опадів, мм        | 38.5           | 36.7           | 37.4           | 47.2           | 64.5           | 69.8           | 50.4           | 49.5           | 42.7           | 46.9           | 59.9           | 49.3           | 592.8          |
| ----------------------- | -------------- | -------------- | -------------- | -------------- | -------------- | -------------- | -------------- | -------------- | -------------- | -------------- | -------------- | -------------- | -------------- |

## Пам'ятки

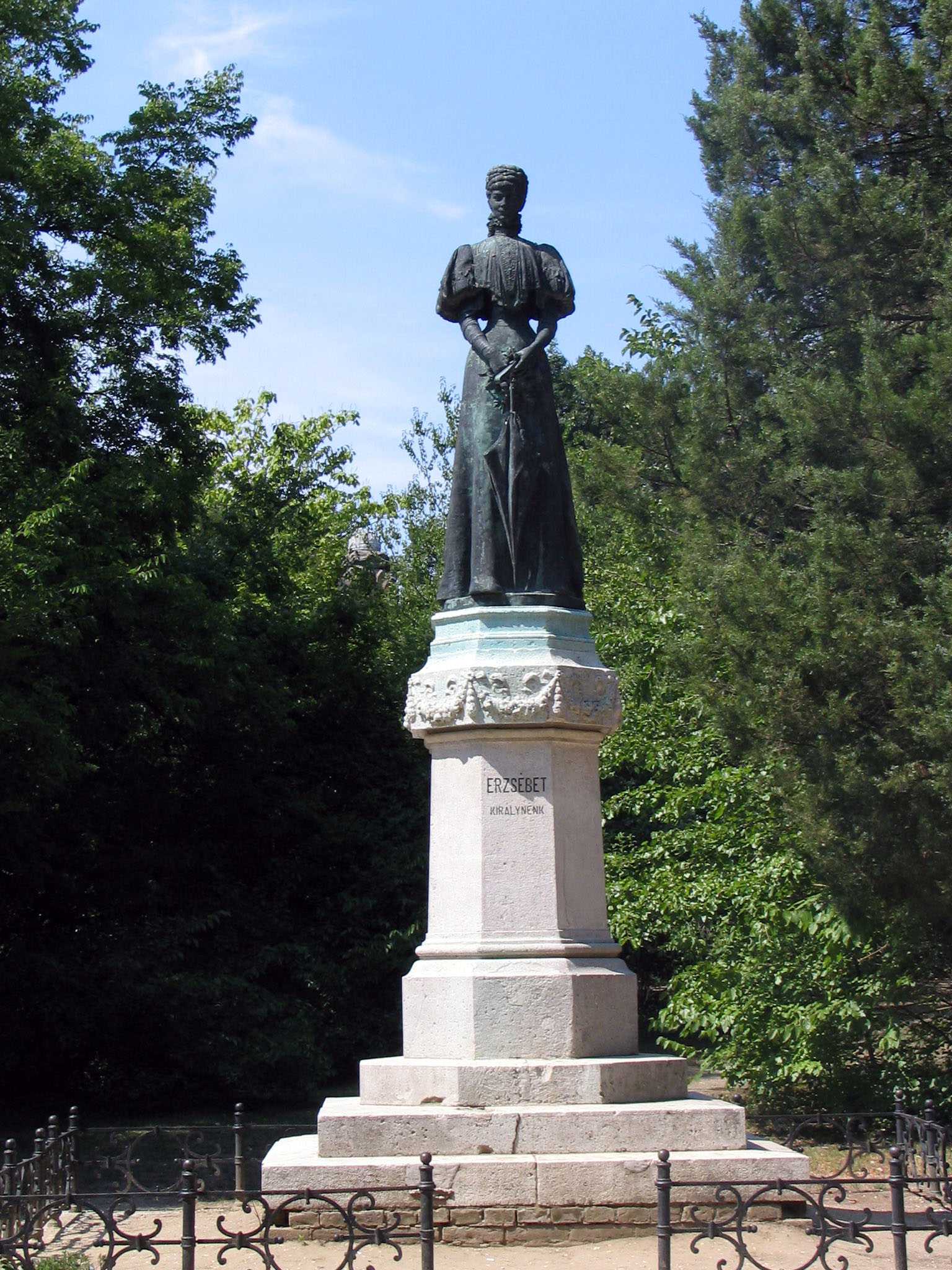
Пам'ятник імператриці Єлизаветі

- Королівський палац (Палац Грашшалковічів) — бароковий шедевр, одна з найзнаменитіших палацових садиб Угорщини. В даний час на відреставрованих площах розташовується музейний комплекс, на інших тривають роботи. У палаці заслуговують на увагу відновлені інтер'єри імператорських покоїв, а також палацова каплиця св. Іоанна Непомуцького. У південному крилі палацу можна ознайомитися з театром епохи бароко, створеним у 1780-х. Палац оточений парком площею 29 га.
- Єлизаветинський парк. Частина палацового парку, названа на честь загиблої від рук терориста імператриці Єлизавети. У центрі парку — статуя імператриці.
- Міський музей. Розташований в найстарішому збереженому будинку міста (1662). Діють постійні виставки, присвячені угорському мистецтву.
- Аграрний університет.

## Міста-побратими
- Бад-Ішль (Австрія)
- Лаксенбург (Австрія)
- Тюрнхаут (Бельгія)
- Айхах (Німеччина)
- Гісен (Німеччина)
- Богор (Індонезія)
- Вальдеморо (Іспанія)
- Чжанчжоу (Китай)
- Вагенінген (Нідерланди)
- Живець (Польща)
- Меркуря-Чук (Румунія)
- Сента (Сербія)
- Дунайська-Стреда (Словаччина)
- Берегове (Україна)
- Форсса (Фінляндія)
- Брандіс-над-Лабем-Стара-Болеслав (Чехія)